# Arthur Bergo
Arthur Bomfim Bergo (7 de março de 1994) é um jogador de rugby sevens e union brasileiro.

## Carreira
Bergo integrou o elenco da Seleção Brasileira de Rúgbi de sete que ficou em 12.° lugar na Rio 2016.